# Zuidwest-Azië

Zuidwest-Azië in de meeste gevallen

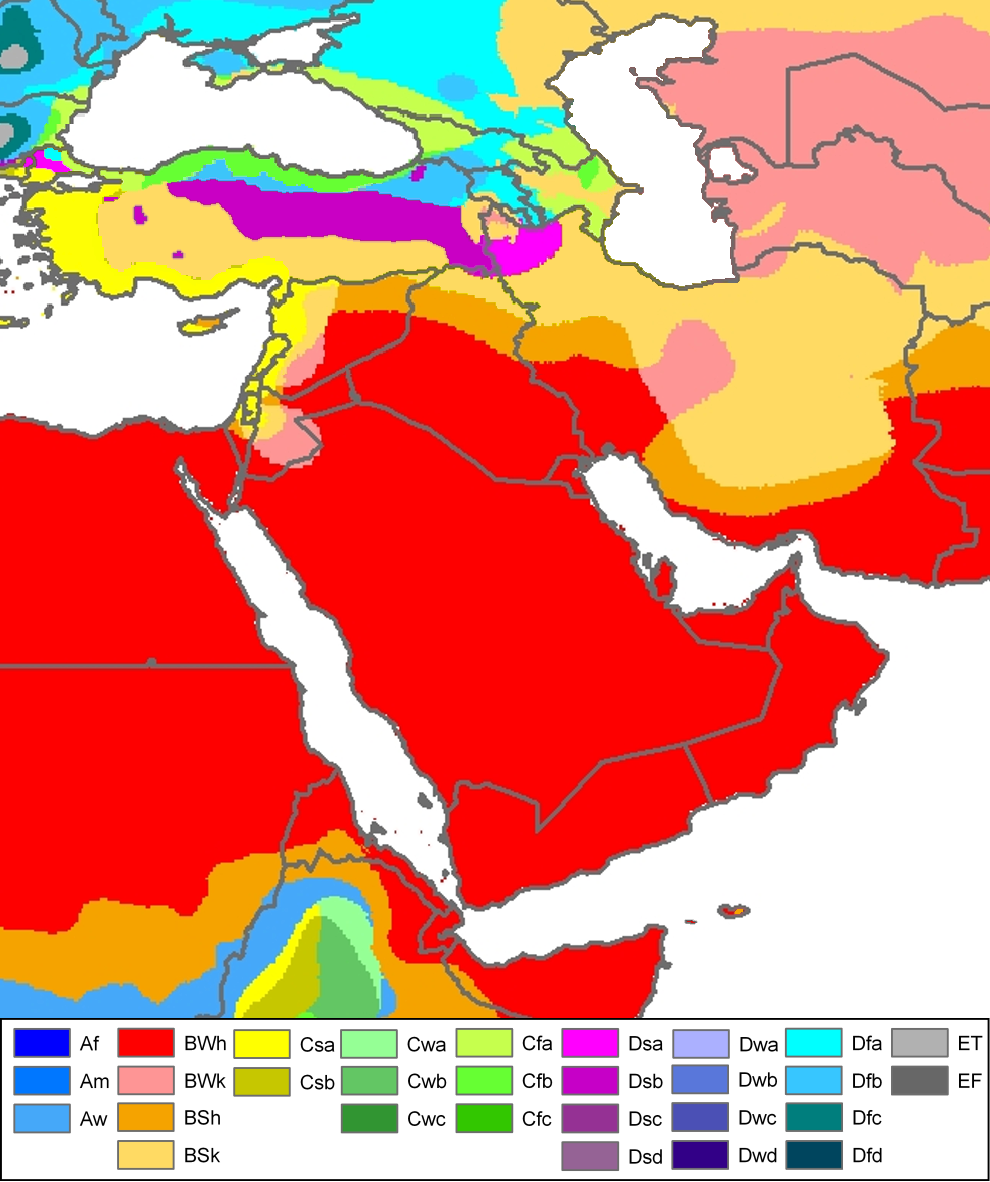
Recente kaart van de klimaatclassificatie van Köppen-Geiger

Zuidwest-Azië (vaak verward met het Midden-Oosten) is het zuidwestelijke deel van Azië. De naam West-Azië wordt vaak gebruikt in teksten over archeologie en late prehistorie van de regio. In tegenstelling tot het Midden-Oosten, dat een vaag bepaalde regio is die meestal ook Egypte omvat, is Zuidwest-Azië puur een geografische naam die het zuidwesten van Azië omvat.
Zuidwest-Azië valt gedeeltelijk samen met de traditionele Europese namen Midden-Oosten en het Nabije Oosten, die beide hun plaats ten opzichte van Europa beschrijven in plaats van hun positie binnen Azië. De benaming West-Azië wordt geprefereerd boven het Midden-Oosten door internationale organisaties (met als bekendste de Verenigde Naties) en ook in Afrikaanse en Aziatische landen, zoals India vanwege het eerdergenoemde Eurocentrisme van de historische benaming Midden-Oosten. Als het gaat om culturele en politieke geografie horen bij het Midden-Oosten soms de Noord-Afrikaanse landen, met name Egypte. Om diezelfde redenen zijn ook Afghanistan, Centraal-Azië en West-Pakistan verbonden aan die regio.

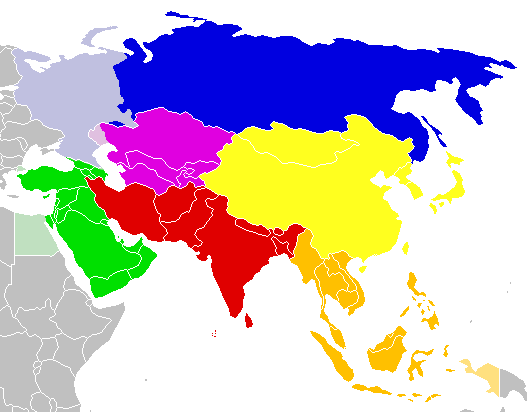
De definitie van cultureel-geografische regio's van Azië in gebruik bij de Verenigde Naties.
Zuidwest-Azië

De VN plaatst Turkije en de staten ten zuiden van de Grote Kaukasus (Armenië, Azerbeidzjan en Georgië) in West-Azië, aangezien zij hier bijna geheel in liggen. Deze landen liggen echter in gebieden die zowel met Azië als Europa te maken hebben en hebben sociaalpolitieke banden met de laatste. Turkije, Georgië en Azerbeidzjan liggen gedeeltelijk in Europa, terwijl Armenië geheel in Azië ligt. Aan de andere kant plaatst de VN Iran en Egypte in respectievelijk Zuid-Azië en Noord-Afrika.

## Gebieden
Zuidwest-Azië omvat in de meeste gevallen:
- Armenië
- Azerbeidzjan (Aziatische deel)
- Bahrein
- Cyprus
- Sinaï (Oost-Egypte)
- Georgië (Aziatische deel)
- Iran
- Irak
- Israël
- Jemen
- Jordanië
- Koeweit
- Libanon
- Oman
- Palestina
- Qatar
- Saoedi-Arabië
- Syrië
- Turkije (Aziatische deel)
- Verenigde Arabische Emiraten

Verder worden het gebied soms opgerekt tot:
- Afghanistan
- Het Afrikaanse gedeelte van Egypte
- De Europese gedeeltes van Azerbeidzjan, Georgië en Turkije
- Aanliggende gedeeltes van Centraal-Azië

Anatolië, Arabisch Schiereiland, de Zuidelijke Kaukasus, Levant, en Mesopotamië zijn subregio's van Zuidwest-Azië.
Centraal-Azië (Midden-Azië) · Noord-Azië · Oost-Azië · Zuid-Azië · Zuidoost-Azië · Zuidwest-Azië

Oosten: Nabije Oosten · Midden-Oosten · Verre Oosten

Arabië · Golf · Indië · Indochina · Levant · Mashreq · Sinosfeer · Indosfeer · Turkestan